# Temperatura superficiale marina

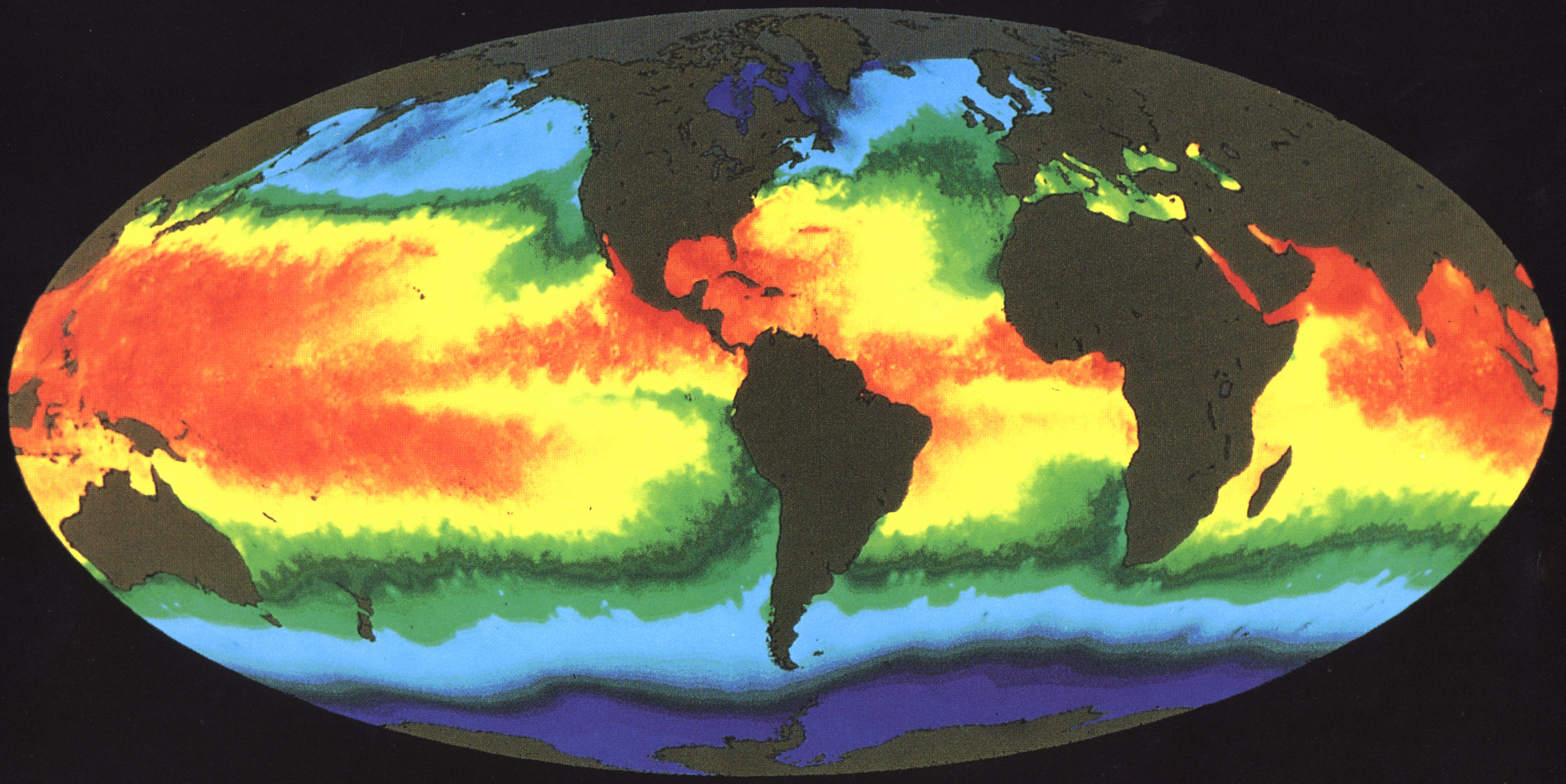
In figura la temperatura della superficie del mare ottenuta con due settimane di osservazioni all'infrarosso dalla Advanced Very High Resolution Radiometer (AVHRR), uno strumento a bordo NOAA 7 nel luglio 1984. Le temperature sono codificate a colori con il rosso che indica più caldo fino all'azzurro per il freddo. I profili termici in questa immagine sono il risultato di varie influenze, tra cui la circolazione del mare, venti di superficie e riscaldamento solare. L'immagine indica una grande massa di acqua calda nell'Pacifico occidentale e una lingua di acqua relativamente fredda che si estende lungo l'Equatore verso l'ovest dal Sud America. Ogni pochi anni, si verifica un insieme intercorrelato di cambiamenti nella circolazione atmosferica e oceanica globale noto come El Niño. Immagini come questa aiutano gli scienziati a monitorare meglio e, quindi a capire gli assetti della circolazione generale dell'atmosfera.

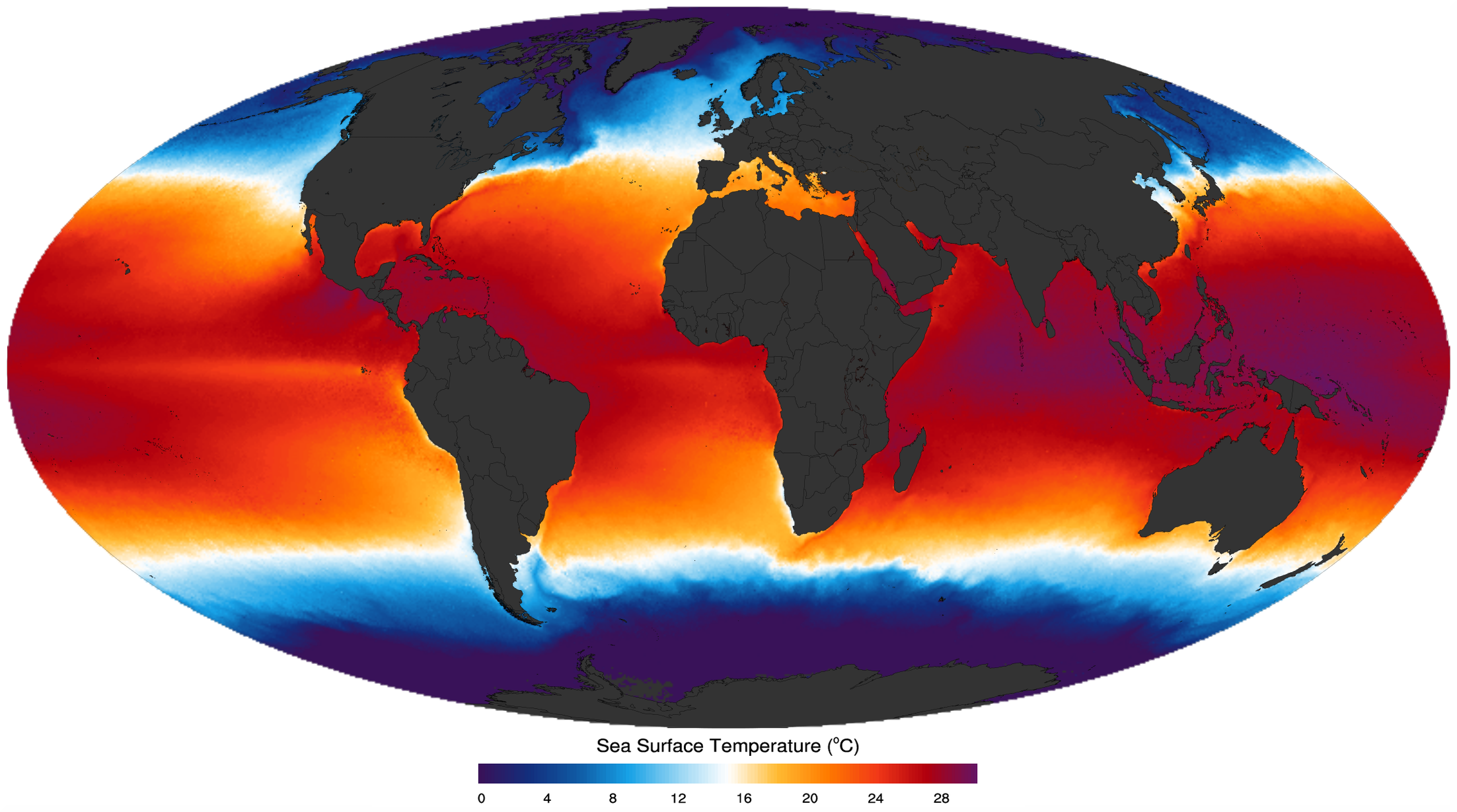
2003–2011 SST based on MODIS Aqua data

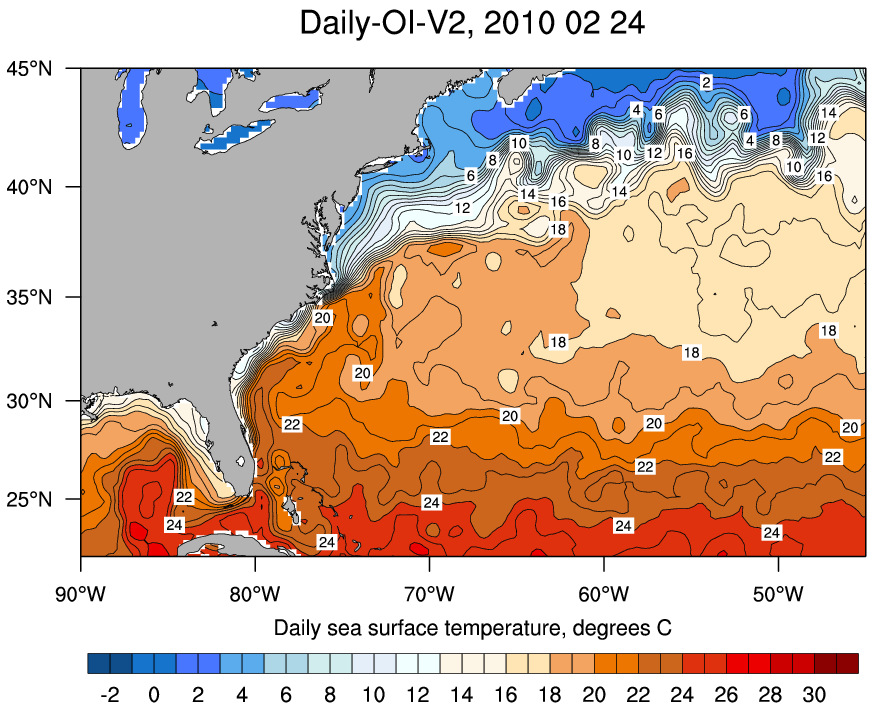
Una misurazione della temperatura superficiale dell'Oceano Atlantico

La temperatura superficiale marina, in inglese Sea Surface Temperature (SST), è la temperatura dell'acqua del mare (oceani o mari interni) alla superficie. L'esatto significato di "superficie" varia secondo il metodo di misurazione utilizzato ed è compreso tra 1 millimetro e 20 metri al di sotto della superficie del mare. Le anomalie della temperatura superficiale marina costituiscono un importante fattore predittivo per l'assetto della circolazione atmosferica.
Le masse d'aria nell'atmosfera terrestre sono infatti fortemente influenzate dalla temperature della superficie del mare che viene così a costituire una cosiddetta "forzante" della circolazione atmosferica. Temperature superficiali del mare calde sono causa di ciclogenesi tropicale sopra gli oceani. La temperatura superficiale marina subisce cambiamenti su scala giornaliera, ma in misura assai minore rispetto alla temperatura della massa d'aria sovrastante a causa del calore specifico maggiore dell'acqua rispetto all'aria.
Le correnti oceaniche (come, per esempio, la Corrente del Golfo) e, più in generale, la circolazione termoalina globale influenzano significativamente la temperatura media della superficie marina. La risalita di acqua dal fondo marino (upwelling) causa il raffreddamento significativo della superficie marina corrispondente; al contrario, una corrente più calda e salina che si inabissa, cedendo parte della propria energia termica, causa un riscaldamento della superficie marina corrispondente.

## Descrizione

### Variazioni temporali della temperatura marina
La temperatura superficiale marina, proprio come la temperatura dell'aria, varia al variare dell'altezza del sole sull'orizzonte (variazione giornaliera), ma in misura molto minore a causa del maggiore calore specifico dell'acqua. Nei giorni soleggiati, in calma di vento, la variazione può essere anche di 2°C.

La variazione di temperatura (media) superficiale si trasferisce nelle profondità marine a una velocità di 10 metri ogni 15 giorni, il che spiega il fatto che sui fondali di alcuni bacini chiusi, come il mare d'Ara, si tocchi la temperatura massima a dicembre e la minima a maggio-giugno.

### Variazioni della distribuzione della temperatura marina (anomalie delle SST)
La presenza di zone più calde o più fredde della norma in determinate aree oceaniche costituisce un'anomalia nella distribuzione della temperatura delle superfici oceaniche. Ci sono, in meteorologia, una serie di indici che le studiano: Atlantic Multidecadal Oscillation (AMO), Pacific Decadal Oscillation (PDO), EL Niño Southern Oscillation (ENSO).
El Niño è definito dagli scostamenti prolungati delle temperature superficiali dell'Oceano Pacifico rispetto al valore medio. La definizione accettata è un riscaldamento o un raffreddamento di almeno 0,5 °C dalla media nelle acque Oceano Pacifico. In genere, questa anomalia si verifica a intervalli irregolari di 2-7 anni e dura da nove mesi a due anni con una durata media di 5 anni. La fase calda è detta El Niño, quella fredda La Niña.

### Influenza delle anomalie della SST sulla circolazione atmosferica
La temperatura superficiale del mare influisce sul comportamento dell'atmosfera terrestre sovrastante, quindi è fondamentale tenerla in considerazione nei modelli atmosferici. Se la temperatura della superficie del mare è importante per la ciclogenesi tropicale, lo è altrettanto anche per determinare la formazione di nebbia di mare e della brezza marina.
Il calore delle acque sottostanti può modificare in modo significativo una massa d'aria su distanze di almeno 35/40 Km. Per esempio, una massa d'acqua fredda modifica la traiettoria dei cicloni extratropicali. La presenza di zone di bassa pressione e, quindi, di precipitazioni sulle zone di mare freddo in superficie e caldo in profondità tende a persistere poiché viene trasmesso verso l'alto il calore delle profondità oceaniche che a sua volta causa evaporazione e quindi ulteriori precipitazioni.

## Misurazioni
La misurazione della temperatura deve sempre specificare la profondità alla quale è stata rilevata perché la temperatura può variare molto a seconda della profondità, in particolare nelle giornate soleggiate e scarsamente ventose quando si ha un elevato gradiente di temperatura verticale (termoclino diurno).
Le misure di temperatura superficiale del mare si limitano alla porzione superiore del mare nota come near-surface layer, alla lettera, strato vicino alla superficie.

### Rilevazioni termometriche
La temperatura della superficie marina è stata una delle prime variabili oceanografiche misurate. Già nel diciottesimo secolo Benjamin Franklin ha rilevato, mediante termometro a mercurio, le temperature dell'Oceano Atlantico attraversato durante un viaggio dall'America verso l'Europa. In tempi più recenti la temperatura dell'acqua marina veniva misurata dai collettori di aspirazione delle grandi navi, tuttavia il calore della sala macchine falsava le temperature. Pertanto sono state poste boe negli oceani aperti che misurano la temperatura dell'acqua ad una profondità di 3 metri. Cambiando, quindi, metodi e profondità di misurazione, i dati sull'andamento delle temperature marine sono stati falsati negli ultimi 130 anni e questo può aver introdotto un pregiudiziale rialzo di temperatura marina..

### Rilevazioni satellitari
Dal 1967 sono disponibili misurazioni mediante satelliti meteorologici. Nel 1970 sono stati pubblicati i primi dati sulle misurazioni effettuate.

Dal 1982, l'uso del satellite è diventato sempre più comune ed è stato possibile valutare la variazione spaziale e temporale delle temperature superficiali marine in modo sempre più accurato. Le misurazioni della temperatura dal satellite si sono dimostrate comunque del tutto sovrapponibili a quelle rilevate in situ.

La misurazione dal satellite avviene rilevando la radiazione delle acque oceaniche in due o più lunghezze d'onda all'interno della parte infrarossa dello spettro elettromagnetico..Queste lunghezze d'onda sono scelte perché:
1. Si trovano entro il picco di radiazione di corpo oscuro previsto dalla Terra[14]
2. Sono in grado di trasmettere adeguatamente le radiazioni anche attraverso l'atmosfera[15]

Mediante le misurazioni satellitari è possibile fornire una vista sinottica della distribuzione della temperatura superficiale degli oceani con frequenti rilevazioni altrimenti impossibili da ottenere con le boe.